# Oirase (Aomori)
Oirase (おいらせ町?) è una cittadina giapponese della prefettura di Aomori.